# Дуб Камишева
Дуб Камишева — пам'ятник гвардії лейтенанту Володимиру Максимовичу Камишеву, встановлений на горі, на правому березі річки Сіверський Донець (біля міста Святогірськ, Донецька область, Україна), на території Святогірського державного історико-архітектурного заповідника.

## Історія подвигу
Під час Німецько-радянської війни в районі м. Святогірськ Донецької області радянські війська під час наступу форсували р. Сіверський Донець. Лівий берег, пологий і рівнинний. Звідси Червона Армія розвивала наступ. Правий берег — крутий, місцями прямовисний, був зайнятий німецькими військами, що організували вздовж річки глибоко ешелоновану оборону. 17 серпня 1943 року, через місяць після початку битви на Сіверському Дінці, батарея гвардії лейтенанта В. Камишева, зайнявши позиції неподалік пам'ятника Артему, з ходу відкрила вогонь по німцях, які зайняли оборону в урочищі Ясинове. Нерівний ландшафт заважав веденню прицільного вогню.
Камишев зауважив, що неподалік позицій батареї стоїть самотній дуб із густою кроною. Разом із двома бійцями він непомітно пробрався до дуба і, видершись по стволу, почав коригувати вогонь своєї батареї. Німці відкрили вогонь по дубу із самохідних гармат. Один із снарядів потрапив у ствол дерева, зніс його крону. Камишева було поранено і після бою доставлено до шпиталю, створеного на базі санаторію «Тяжмаш» (зараз «Шахтар») селища Банне (нині Святогірськ), де й помер. Похований на цвинтарі в центрі селища Банне (зараз тут знаходиться Пагорб Слави).

## Пам'ять
- На гребені крейдяної гори, біля роздоріжжя доріг, встановлено пам'ятник артилеристу-розвіднику 88-ї гвардійської стрілецької дивізії 8-ї гвардійської армії Південно-Західного фронту-гвардії лейтенанту В. М. Камишеву.
- Останки В. М. Камишева були урочисто перепоховані 20 серпня 1970року — на місце подвигу розвідника з міського цвинтаря сел. Банне (Слов'яногірськ).
- Пам'ятник у вигляді дуба з горельєфом солдата встановлено у 1985 році на місці загибелі Камишева.